# 中央区立有馬小学校
中央区立有馬小学校（ちゅうおうくりつ ありましょうがっこう）は、東京都中央区日本橋蛎殻町にある公立小学校。
校名は旧久留米藩主有馬頼咸の寄付を受けて創立されたことに由来する。

## 沿革
出典
- 1873年（明治6年）12月8日 - 幼童学所として創立の認可[4]。
- 1874年（明治7年）4月[5] - 第一大学区第一中学区第六番公立有馬小学校となる[6][7]。
- 1879年（明治12年）1月 - 教育令発布にともない、公立有馬小学校と改称する[6][7]。
- 1886年（明治19年）4月 - 日本橋区公立立尋常・高等有馬小学校と改称する[6][7]。
- 1894年（明治27年）4月14日 - 小伝馬町上町に本校の分校舎開校式挙行。
- 1902年（明治35年）7月3日 - 同校舎改築落成。
- 1908年（明治41年）4月 - 有馬尋常小学校と改称し、校内に日本橋高等小学校を設置する[7][8]。
- 1923年（大正12年）9月1日 - 正午頃に発生した関東大震災により、校舎及び書類を焼失する。
- 1927年（昭和2年）12月5日 - 校舎落成。
- 1934年（昭和9年）11月3日 - 創立60周年記念式典挙行し、校旗制定。
- 1943年（昭和18年） - 本校内に「戦時託児所」（有馬幼稚園の前身相当）設置[9]。
- 1944年（昭和19年）
  - 3月31日 - 日本橋高等尋常小学校と箱崎小学校を統合し、有馬国民学校初等科・高等科となる。
  - 8月26日 - 戦局の悪化により、初等科児童が、埼玉県に集団疎開。
- 1945年（昭和20年）3月10日 - 東京大空襲により、浜町小学校校舎が焼失し、同地域の児童を本校に収容する。
- 1946年（昭和21年）
  - 3月 - 集団疎開児童が引き上げる。
  - 3月31日 - 浜町国民学校を統合。
  - 時期不明 - 戦時託児所を廃止し、付属幼稚園の形で有馬幼稚園開園[9]。
- 1947年（昭和22年） - 学制改革により、東京都中央区立有馬小学校と改称。有馬小学校付属有馬幼稚園も同改革により、東京都中央区立有馬幼稚園と改称[9]。
- 1953年（昭和28年）5月4日 - 創立80周年記念式典挙行し、校歌制定。
- 1962年（昭和37年） - 有馬中学校（戦後、同じ校舎内に併設されていた。）の統廃合に伴い、その併設廃止。
- 1971年（昭和46年）9月1日 - 久松小学校校舎改築のため、久松小学校児童の半数を受け入れ。
- 1977年（昭和52年）9月21日 - 校庭ウォークトップ舗装。
- 1987年（昭和62年）
  - 3月18日 - 新校舎落成式挙行。
  - 5月1日 - 新校舎を祝う会開催。
- 1988年（昭和63年）
  - 2月23日 - 新校舎を紹介する会開催。
  - 3月31日 - 校庭・公園一体化工事完了。
- 2005年（平成17年）4月1日 - 学校評議員制発足。
- 2006年（平成18年）
  - 4月1日 - プレディ有馬開始。
  - 8月31日 - 体育館空調機設置工事完了。
- 2009年（平成21年） - 『ノウイング』の映画プロモーションイベントとして、タイムカプセル埋蔵式典が行われる。
- 2011年（平成23年）5月9日 - 通級指導学級「はやぶさ」開級。
- 2013年（平成25年）10月31日 - 大規模改修完了。
- 2016年（平成28年）9月1日 - 有馬幼稚園新園舎完成。
- 2017年（平成29年）3月31日 - 小学校大規模改修終了。
- 2023年（令和5年）1月 - 全教科 人権尊重教育推進校となる[10]。

## 有馬学校
校名の由来となった前身の有馬学校は、廃藩置県により明治4年に東京に移住した旧久留米藩主・有馬頼咸が翌年の８月に浅草西鳥越に開いた私学の洋学校で、届け出上の名称は「報国学社」だが、有馬学校（有馬私学校）と通称された。当時旧藩主が東京で開いた洋学校は10校ほどあったが、九州からのものは有馬学校のみだった。
浅草のあと、有馬邸のあった赤坂表、日本橋蛎殻町と移転し、邸内にあった水天宮_(東京都中央区)の賽銭が学校運営を支えた。明治6年時点で教師は外国人を含む18名、生徒数は207名を数え、明治9年5月には三階建ての校舎も完成した。洋学校としての廃校の時期は不明。有馬学校で英語を学んだ者には、藤山治一、小川一真、池田成彬、内村鑑三らがいる。
公立校としての有馬学校は、明治初期に定められた大区小区制や学制に基づき、明治6年に届け出られた東京市の第一大区第十四区の幼童学所が始まりで、生徒が集まりすぎたため小伝馬町から蛎殻町に移転し、有馬学校と呼ばれた。明治7年には第一大学区第一中学区第六番有馬小学校となったが、明治10年頃には児童満員のため一時入学を断るほどになったため、大伝馬塩町に校舎を新設し、そちらは同区の十六番十思小学校として開校した（現・十思スクエア、中央区立日本橋小学校）。

## 小学校の児童数と教員数[14]
| 年度     | 児童総数 | 1年生 | 2年生 | 3年生 | 4年生 | 5年生 | 6年生 | 教員数 | 職員数 |
| -------- | -------- | ----- | ----- | ----- | ----- | ----- | ----- | ------ | ------ |
| 平成27年 | 455人    | 95人  | 86人  | 83人  | 64人  | 61人  | 66人  | 28人   | 3人    |
| 平成28年 | 497人    | 102人 | 96人  | 85人  | 83人  | 69人  | 62人  | 27人   | 4人    |
| 平成29年 | 528人    | 95人  | 105人 | 93人  | 83人  | 83人  | 69人  | 29人   | 4人    |
| 平成30年 | 556人    | 96人  | 93人  | 103人 | 97人  | 84人  | 83人  | 30人   | 4人    |
| 令和元年 | 608人    | 135人 | 94人  | 96人  | 102人 | 96人  | 85人  | 32人   | 4人    |
| 令和2年  | 629人    | 104人 | 136人 | 96人  | 94人  | 105人 | 94人  | 33人   | 4人    |
| 令和3年  | 662人    | 129人 | 103人 | 135人 | 97人  | 93人  | 105人 | 36人   | 3人    |
| 令和4年  | 659人    | 125人 | 124人 | 96人  | 131人 | 96人  | 87人  | 37人   | 4人    |
| 令和5年  | 682人    | 117人 | 122人 | 123人 | 96人  | 127人 | 97人  | 38人   | 4人    |

## アクセス
- 東京メトロ半蔵門線水天宮前駅（出口4）から徒歩。
- 東京シティエアターミナルバス停から徒歩。運行・停車系統は下述参照。
  - 東京国際空港（羽田空港）・成田国際空港リムジンバス（運行担当:東京空港交通）
  - メトロリンク日本橋（無料巡回バス・運行担当:日の丸自動車興業）Eライン
- 都営バス「秋26」系統「清州橋」バス停から徒歩。

## 周辺
- 蛎殻町公園 - 敷地が隣接。
- 澁澤シティプレイス蛎殻町 - 敷地が隣接。
- 東京シティエアターミナル
- 首都高速道路6号向島線 - 学校のすぐそばを通る。
  - 箱崎パーキングエリア
- ロイヤルパークホテル - 区道をはさんで、敷地が隣接。
- 東京メトロ半蔵門線水天宮前駅
- ピーコックストア トルナーレ日本橋浜町店

## 著名な出身者
- 犬塚信太郎
- 井野碩哉
- DJぷりぷり
- 小川一真[15]
- 王鵬幸之介
- 夢道鵬幸成
- 古市勇介（金魚番長）